# Fallmanagement
Fallmanagement (auch Casemanagement, Case Management, entlehnt aus englisch case management; Fallführung oder Versorgungsmanagement) bezeichnet ein Ablaufschema in der sozialen Arbeit.

## Überblick
Das Ziel im Fallmanagement ist eine wohl organisierte und bedarfsgerecht auf den einzelnen Fall zugeschnittene Hilfeleistung, in welcher der Versorgungsbedarf eines Klienten oder Patienten erbracht wird. Dabei wird als Leistung die gesamte Unterstützung sowohl über einen definierten Zeitraum als auch quer zu bestehenden Grenzen von Einrichtungen, Dienstleistungen, Ämtern und Zuständigkeiten geplant, implementiert, koordiniert, überwacht und evaluiert. Das Fallmanagement ergänzt das Systemmanagement, welches nicht auf den einzelnen Fall bezogen wird, sondern auf die an der Versorgung beteiligten Einrichtungen der Versorgungssysteme im Zusammenhang der sozialen Sicherungssysteme.
Die der Sozialarbeit entlehnte Methode wurde zunächst als Erweiterung der Einzelfallhilfe (Case Work) in den USA entwickelt und fand in Deutschland in den letzten Jahren zunehmend Eingang in die Interventionsstrategien der Sozialen Arbeit und im Gesundheitswesen, dort insbesondere in Form des Versorgungsmanagements nach § 11 Abs. 4 SGB V.
Zuletzt wurde Fallmanagement zum zentralen Hebel der Umsetzung der Hartz IV-Gesetze im Hinblick auf die Betreuung und Arbeitsintegration der ALG-II-Empfänger. Einer der Vorreiter dieser Methode ist Wolf Rainer Wendt.
Die Arbeit als Fallmanager kann als bei Vorbereitung und Begleitung integrierter Versorgung Klinische Sozialarbeit bezeichnet werden. Diese fachlich differenzierte Sozialarbeit ist spezialisiert auf
- direkte Arbeit mit Klienten und Patienten
- schwierige soziale und psycho-soziale Störungen, soziale Probleme und psychische, somatische und chronische Erkrankungen mit bedeutsamen sozialen Implikationen
- Gesundheitsarbeit mit intensiver Einbeziehung des sozialen Kontextes.

## Grundmerkmale des Fallmanagements
Fallmanagement führt zur Zielerreichung grundsätzlich zwei Systeme zusammen:
1. das individuelle System, in dem durch persönliche Interaktion die Förderung des Selbstmanagements, also ein Empowerment und die Stärkung der Selbstverantwortung des Klienten oder Patienten erreicht werden soll. (Case)
2. das institutionelle System, in dem es um die Koordination von Sach- und Dienstleistungen und den Aufbau von Kooperationsbeziehungen geht. (Care)

In beiden Systemen ergibt sich vielfältiger Handlungs-, Unterstützungs- und Steuerungsbedarf, die zur Förderung des Klienten möglichst effektiv miteinander verknüpft werden müssen.
Die Fallführung auf der „vertikalen“, individuellen Ebene verläuft über verschiedene Phasen:
- Beratung – Fallaufnahme und Profiling/Assessment
- Planung – Zielvereinbarung und Hilfeplanung
- Intervention – Durchführung, Leistungssteuerung
- Monitoring – Kontrolle und Optimierung
- Evaluation – Ergebnisbewertung und Dokumentation

Im „horizontalen“, institutionellen System geht es um:
- Bedarfs- und Bestandsaufnahme
- Arbeitsmarktanalyse
- Maßnahmeplanung und -steuerung
- Ergänzung des verfügbaren Dienstleistungsangebots
- Ausbau der Kooperationsnetze
- Prozesskosten im Accounting und Controlling beim Leistungsträger und beim Kostenträger

In diesem Feld komplexer Handlungsbedingungen sollen Hilfsbedürftige vor allem mit multiplen Belastungen eine auf ihre individuelle Problemlage zugeschnittene Hilfestellung in Form eines abgestimmten Maßnahmepakets erhalten. Ein wesentliches Element dabei ist die aktive Einbeziehung des Betroffenen in die Planung, Zielvereinbarung und Umsetzung und nicht die „Beplanung“ und Verwaltung von Fällen.

## Anwendung des Fallmanagements
Das Fallmanagement wird grundsätzlich nach allen bekannten Büchern des Sozialgesetzbuches angewendet. Bekannt sind die Anwendungen beispielsweise nach:
- SGB II für die Wiedereingliederung in die Beschäftigung[2]
- SGB V für die Betreuung von Patienten in der integrierten Versorgung[3]
- SGB VIII als steuernde Fachkraft mit Garantenstellung im Rahmen der Hilfen zur Erziehung als Fallmanager des Jugendamts bzw. ASD
- SGB XI im Rahmen der Pflegeberatung bzw. in den Pflegestützpunkten
- SGB XII für die Wiedereingliederung in das Arbeitsleben[4]

## Funktionen des Fallmanagements
Fallmanagern werden in der englischen Literatur unterschiedliche Funktionen zugeordnet.
 Advocacy/Anwalt 
In der Funktion des Advocacy (Anwalt) setzt sich der Fallmanager für die Interessen seiner Klienten ein und informiert sie über ihre Rechte. Er steht anwaltschaftlich den Menschen zur Seite, die angesichts konfliktträchtiger Lebenssituationen (z. B. Armut, mangelnde Bildung, Behinderung) oder unvorhergesehener biographischer Lebenskrisen (z. B. Unfall, Arbeitslosigkeit, schwerer Erkrankung) nicht in der Lage sind, ihre persönlichen Interessen aufgrund von kurz-, mittel- oder langfristiger individueller Hilfsbedürftigkeit und/oder gesellschaftspolitischer Machtlosigkeit geltend zu machen.
Broker/Vermittler 
Als Broker vermittelt der Fallmanager zwischen dem Versorgungssystem und dem Klienten objektiv, unparteiisch und unabhängig. Diese Makler- oder Vermittler-Funktion ist eine Antwort auf die Unübersichtlichkeit und Desintegration moderner, komplexer und hochgradig arbeitsteiliger Sozial- und Gesundheitssysteme.
Gate-Keeper/Türwächter
In der Funktion des Gate-Keepers verantwortet der Fallmanager die angemessene Verwendung vorhandener Ressourcen des Systems – er steuert den Zugang zum Leistungsangebot und überprüft laufend die Auswahl und die Effektivität der ergriffenen Maßnahmen. Der Gate-Keeper soll durch gezielte Auswahl und ein kontinuierliches Monitoring einer unangemessenen und ungerichteten Verwendung der Ressourcen des Versorgungssystems entgegenwirken. Hieraus ergeben sich zuweilen Entscheidungskonflikte.
Hintergrund der Gate-Keeper-Funktion ist die Vorstellung, dass die gezielte Zugangssteuerung (z. B. zur Krankenversorgung) den größten Nutzwert für das Gesamtsystem darstellt.

## Fallmanagement in der Praxis
Im Gesundheitswesen gelten die Bestimmungen des Krankenpflegegesetzes und des Heilpraktikergesetzes. Danach darf ein Fallmanager ohne entsprechenden Befähigungsnachweis als Krankenpfleger oder ohne Erlaubnis als Heilpraktiker keinerlei selbstständige Feststellungen zum Gesundheitszustand eines Patienten treffen. In allen anderen Aufgabenfeldern sind für das Fallmanagement keinerlei Beschränkungen durch Gesetze bestimmt.

### Der Case-Management-Prozess
Der Verlauf des Case-Management-Prozesses wird von den verschiedenen Autoren zum Teil unterschiedlich beschrieben. Beispielhaft steht hier der Regelkreis, wie er von der Deutschen Gesellschaft für Care und Case Management (DGCC) veröffentlicht wurde.
- Definition von Wendt (1999):[5]

Case Management ist ein Prozess der Zusammenarbeit, in dem eingeschätzt, geplant, umgesetzt, koordiniert und überwacht wird und Optionen und Dienstleistungen evaluiert werden. Damit wird dem gesundheitlichen Bedarf einer Person mittels Kommunikation und mit den verfügbaren Ressourcen auf qualitätsvolle und kostenwirksame Weise nachgekommen.
- Definition der DGCC (2008):[6]

Case Management ist ein Prozess der interdisziplinären Zusammenarbeit in der Patientenversorgung über alle Abteilungen eines Klinikums und darüber hinaus. Es umfasst die Einschätzung, Planung, Dokumentation, Koordination, Organisation und Evaluation von Gesundheitsleistungen. Die individuellen medizinischen und pflegerischen Bedarfe (Hilfe- und Unterstützungsbedarfe) eines Patienten werden vom Case Manager mit dem Patienten eruiert und geplant. Der Case Manager erfasst die prospektiven Pflegebedarfe mit Unterstützung eines geeigneten Assessmentinstruments.
Der Case Manager begleitet den Behandlungsverlauf eines Patienten unter den Aspekten der Qualitätssicherung und der Kostenkontrolle. Dabei organisiert es primär interne Prozesse des Klinikums. Sind darin vor- und nachstationäre Prozesse mit einbezogen, werden diese ebenfalls vom Case Manager organisiert.
Patientenversorgung ist eine dem individuellen, professionell und wissenschaftlich anerkannten Bedarf entsprechende, also „indizierte“, sich auf Leistungen mit hinreichend gesicherten Nettonutzen beschränkende und fachgerechte Versorgung.

### Organisation der Einrichtungen
In der Querschnittsdimension des Fallmanagement sind Bereiche miteinander zu verknüpfen, zwischen denen es bislang keine Kooperationsstrukturen gibt. Kooperationsnetze zwischen Sozialpartnern der öffentlichen und freien Träger sind in den letzten Jahren erst ansatzweise entstanden und oft weit davon entfernt, über Einzelprojekte überdauernde Kooperationsbeziehungen zu verfügen. Das Angebot an Maßnahmen ist regional nicht immer ausreichend ausgebaut und der Arbeitsmarkt bringt aufgrund der Einführung einer neuen Methode der Betreuung und Vermittlung keine neuen Arbeitsplätze hervor.
2012 haben sich Case Manager im Gesundheitswesen – unabhängig von den Institutionen – sich als Verein organisiert, um in Regionalverbänden und Themengruppen diese Lücke zu füllen.

### Individueller Rehabilitationsplan
Die Umsetzung von Fallmanagement stößt in der Praxis auf Hemmnisse und Grenzen. Im Gesundheitswesen wurden zuerst im Bereich der Rehabilitation und später auch zur Steuerung von verketteten Leistungselementen mehrerer Leistungsträger bei langwierigen Erkrankungen Elemente des Fallmanagement eingeführt. So soll ein übergreifender Rehabilitationsplan erarbeitet werden, in dem die verschiedenen Behandlungsschritte von stationärer bis ambulanter Behandlung integriert sind.

### Fallsteuerung beim Hausarzt
Zur Kosteneinsparung und Vermeidung von Mehrfachuntersuchungen bei Erkrankungen soll im Krankheitsfall der Hausarzt mit seinem Team die Fallsteuerung übernehmen. Zur wirkungsvollen Umsetzung dieser Vorgabe müssen beispielsweise
- die Patienten entsprechend zur Mitwirkung motiviert werden und dazu in der Lage sein
- die beteiligten Teams der Hausärzte entsprechend geschult werden
- entsprechende Leitlinien für die integrierte Therapie verfügbar gemacht werden
- entsprechend angemessene Vergütungen des Hausarztes erfolgen
- wirksame Auditings für den Erfolg der Maßnahmen eingerichtet werden.

Solange die verschiedenen Systeme z. B. stationärer und ambulanter Therapie unzureichend verknüpft sind, bleibt diese Vorgabe unerfüllt. Für die Beteiligten ergibt sich zusätzlicher Aufwand, sobald verschiedene Kostenträger beteiligt sind. Weiterhin bleiben bei diesem Ansatz das soziale und das berufliche Umfeld ausgeklammert. Zudem wird durch die Vielfalt der Vorschriften die Eigeninitiative und Aktivität des Patienten eher eingeschränkt als gefördert. Die Wirksamkeit der Vorgabe hinsichtlich der Ergebnisse für den Patienten und für den Kostenträger bleiben jenseits von Pilotprojekten vorerst zweifelhaft.

### Reha-Management
Seit Mitte der 90er Jahre nutzen vornehmlich Kfz-Haftpflicht- und Unfallversicherer die Möglichkeiten des privaten Reha-Managements, um die Situation von Unfallopfern zielgerichtet und nachhaltig zu verbessern. Ziel ist es, für die Betroffenen und deren Familienangehörige sowie die eingeschalteten Anwälte und die Versicherer als Auftraggeber den gesamten Prozess transparent, nachvollziehbar und verlässlich zu gestalten. Grundsätze dieses Reha-Managements wurden Anfang 2002 von der ARGE Verkehrsrecht des Deutschen Anwaltvereins formuliert und als Code of Conduct veröffentlicht.
Neben der medizinischen Rehabilitation umfasst das Reha-Management auch die Berufliche Rehabilitation, Unterstützung im Bereich Pflege, barrierefreier Umbau und Mobilität.

## Kritik
Die Begriffe des Systemmanagement und des Fallmanagement werden in der deutschen Praxis häufig weder sinnvoll unterschieden definiert noch in der Diskussion getrennt. Die Dualität von System (englisch: system) und Fall (englisch: case) wird nie explizit erwähnt. So werden die Begriffe und die zugehörigen Verantwortlichkeiten zum System und zum Fall nicht unterschieden oder gehen bunt neben- und durcheinander. Zudem wird eine Verantwortung für Eigenschaften der ineinander geschachtelten Systeme nicht klar getragen, weder für das System Krankenhaus, oder für das System Sozialversicherung noch für das System Gesundheitsversorgung. Auch wird der Fall zu einer Obermenge des Definitionsraumes des Systems. An anderem Ort werden Begriffe case management und Fallmanagement sprachlich dissonant definiert mit folgender rekursiver Begründung: Das Konzept des Case Managements wird in den unterschiedlichsten Feldern des Sozial- und Gesundheitswesens angewendet. Handlungsleitend für die Konzeption des Zertifikatslehrgangs (Certificate of Advanced Studies/CAS) ist die Auffassung, dass Case Management sowohl Fall- als auch Systemmanagement umfasst. Oder der Begriff des Systems taucht im Gesetzestext allenfalls als Datenverarbeitungssystem auf, hingegen der Begriff des Falls, lediglich in juristischen Beschreibungen zur Leistungsbegrenzung, wie Einzelfall (§ 7 Satz 1 SGB X Verwaltungsgebühr § 20 Satz 2 SGB X Untersuchungsgrundsatz), Wegfall (§ 20 Satz 2 SGB X Untersuchungsgrundsatz) Fallunterscheidung und in Konditionalsätzen mit "falls", andernfalls, weggefallen usw.

### Definition durch Gesetze
Der Fallmanager vertritt zunächst die Interessen seines Arbeitgebers, Dienstherrn oder Auftraggebers. Die Interessen der Klienten oder Patienten bleiben dabei immer nachrangig. Die Rolle des Fallmanagers ist genauso wenig definiert, wie der Auftrag im Fallmanagement.
Der Begriff des Fallmanagers wird in deutschen Rechtsvorschriften nicht im Zusammenhang mit sozialer Arbeit verwendet.

### Angemessenheit der Entscheide abhängiger Fallmanager
Infolge der weitestgehend offenen Leistungsverpflichtung vor weit auslegungsfähigen Gesetzen, Verordnungen und Verwaltungsregelungen ist die Durchführung von Audits nach EN DIN 19011 zu Leistungen im Fallmanagement in Deutschland kaum zu erwarten. Die stets steigende Zahl der Klagen vor den Sozialgerichten ist ein deutlicher Hinweis darauf.

### Durchsetzung eines Rechtsanspruchs
Die Probleme im Dienstrecht mit Schlechterfüllung wurden erstmals mehr als 130 Jahre nach der Einführung des Bürgerlichen Gesetzbuches mit dem erneuerten Schuldrecht (siehe §§ 280 ff. BGB, Schadensersatz wegen Pflichtverletzung) behandelt, wobei dies für öffentliche Träger im Geltungsbereich des Verwaltungsverfahrensgesetzes kaum anwendbar bleibt. Somit ist die Aufgabe des Fallmanagers ebenso wie die Zielsetzung des Fallmanagement bisher nicht gerichtsfest definiert und somit auch für den Einzelfall keine Qualität der Betreuung einzuklagen.

### Beobachtung, Überprüfung und Auditing
Die in amerikanischen Organisationseinheiten üblichen Funktionen der Beobachtung (englisch: monitoring), der Überwachung (englisch: surveillance) und des Auditing (nach EN ISO 19011) degenerieren in der deutschen Praxis zum Dienstvorgesetzten und damit zur ausschließlichen Bindung an die verantwortliche Leitungsinstanz. Somit ist eine unabhängige Überprüfung der Erfolge und der Qualität der Arbeit im Fallmanagement nicht eingerichtet.

### Kritik an der Beschäftigtenförderung
Im Bereich der Beschäftigtenförderung im Rahmen der Hartz-IV-Umsetzung wird das Fallmanagement zunächst mit einem weiteren Anspruch diskutiert. Problemzonen sind aber ebenfalls schon jetzt deutlich erkennbar. Mit Fallmanagement betraute Mitarbeiter in der Agentur für Arbeit oder den Sozialverwaltungen der Kommunen benötigen für diese Aufgabe weit mehr Gestaltungs- und Entscheidungsspielraum als für ihre bisherige Tätigkeit. Zusätzliche Qualifizierungen, Supervision und ein unterstützendes Betriebsklima sind unabdingbar, auch Vorgesetzte, die den Sinn und Anspruch des Verfahrens erkennen und unterstützen.

### Kritik am System der Fallpauschalen
Außer in dem gemeinsamen Wortbestandteil fall bleiben die Fallpauschalen jenseits des Fallmanagement. Sie dienen lediglich der Steuerung der Abrechnung nach einer Leistung nach deren Erbringung und berühren nicht einmal die Buchung. Der Kodierer, der sich mit den Fallpauschalen auseinandersetzt, hat mit dem Fallmanagement nichts zu tun.

### Deutschland
- Fachzeitschrift "Case Management", HJR-Verlag, Heidelberg
- Deutsche Gesellschaft für Care und Case Management e. V.
- Das Forum Case für Management im Gesundheitswesen e. V. ist das erste deutsche Case Manager Netzwerk – Der Verein wurde am 26. September 2012 gegründet.

### Schweiz
- www.netzwerk-cm.ch Netzwerk Case Management Schweiz

### USA
- Case Management Society of America